# Trafikledning
Trafikledning avser den enhet som leder trafiken inom exempelvis järnväg, flyg och annan kollektivtrafik.
Exempelvis finns trafikledning för bussar i linjetrafik, vars uppgift är att ge förarna stöd och hjälp ute i trafiken liksom att informera resenärer om störningar.
För järnväg kan trafikledningen ske från en tågexpedition på en järnvägsstation eller en större driftledningscentral. Flygtrafik leds vanligen från särskilda flygledartorn.